# Die defekte Katze
Die defekte Katze (englischer Titel: A Dysfunctional Cat) ist das Langfilmdebüt von Susan Gordanshekan. Weltpremiere feierte der Film auf der Berlinale 2018 in der Sektion Perspektive Deutsches Kino. Der Film startete am 4. Oktober 2018 in den deutschen Kinos.

## Handlung
Mina (31) lebt im Iran und ist mit ihrem Wunsch zu heiraten verhältnismäßig spät dran. Kian (34) ist Assistenzarzt iranischer Herkunft, lebt in Deutschland und ist chronisch single. Von mehreren gescheiterten Blind Dates frustriert, nimmt er schließlich den Rat seiner Mutter an, auf die traditionelle iranische Art – durch arrangierte Gespräche mit potentiellen Ehepartnern – eine Frau zu finden. Endlich hat Kian Glück, Mina entscheidet sich für ihn und damit für ein neues Leben in Deutschland. Doch die lang ersehnte Ehe gestaltet sich schwieriger als die Vorstellung davon. Obwohl beide die besten Absichten haben, erweist sich ihre Beziehung zunehmend als defekt, wie die Katze, die Mina in den gemeinsamen Haushalt bringt. Eine Wendung ist erst in Sicht, als sie es schaffen, sich langsam von den aufgeladenen Erwartungen, ihren eigenen sowie denen von Freunden und Familie, zu lösen.

## Hintergrund
Susan Gordanshekan wollte durch Die defekte Katze eine umgekehrte Liebesgeschichte erzählen.
Inspirationen für den Ausgangspunkt des Drehbuchs waren für sie die Geschichte ihrer Eltern, die sich auf die traditionelle Art im Iran kennengelernt hatten und anschließend ein Leben in Deutschland führten, und aktuellere Fälle aus ihrem iranischen Umfeld. Laut Gordanshekan ging es ihr nicht darum, eine Wertung abzugeben, sondern zu zeigen, dass Beziehungen am gleichen Punkt landen können, egal ob sie romantisch begannen oder rein rational geplant wurden. Die traditionelle Art, dass Ehepartner sich durch arrangierte Gespräche kennenlernen, findet auch heute noch in vielen asiatischen Ländern statt.

## Produktion
Der Film ist eine Gloryfilm-Produktion in Koproduktion mit Arte und dem Bayerischen Rundfunk und ist das Langfilmdebüt von Susan Gordanshekan. Das Drehbuch wurde von der Cinéfondation, dem Nachwuchsprogramm des Cannes Film Festival und der FFA gefördert. Die Produktion wurde durch den FFF-Bayern und das Bundesministerium für Kultur und Medien gefördert. Gordanshekan schrieb das Drehbuch und führte Regie. Die Dreharbeiten fanden im Frühjahr 2017 in München statt. Für die Kamera ist Julian Krubasik und für den Schnitt Frank Müller verantwortlich. Die Filmmusik stammt von Sebastian Fillenberg (Mitwirkung: Kioomars Musayyebi). In den Hauptrollen spielen Pegah Ferydoni und Hadi Khanjanpour.

## Rezeption
epd-Film ernennt Die defekte Katze zum Film des Monats Oktober des Jahres 2018. Ullrich Sonnenschein schreibt: „Sie [die Regisseurin] wirft einen frischen Blick auf das Thema Paarbeziehung und Migration. Es gelingt ihr in ihrem Spielfilmdebüt, mit erwartbaren Klischees nur zu spielen und immer wieder überraschende Wendungen für die Handlung zu finden. Typische Probleme von Migration und interkulturellen Missverständnissen werden in zahlreichen kleinen Details gezeigt, sie überstrahlen aber nie die Individualität der Personen und ihrer jeweiligen Entscheidungen.“
Gunda Bartels schreibt im Tagesspiegel: „Und doch ist es nicht der Drehbucheinfall, eine Katze zum Spiegelbild einer dysfunktionalen Beziehung zu machen, der Susan Gordanshekans Drama Die defekte Katze zum Hingucker macht. Es ist der Mut, mit dem die Deutschiranerin gleich zwei in Westlerinnen-Augen stark belastete Themen angeht: den orientalischen Mann und die arrangierte Ehe.“ Außerdem schreibt Bartels: „Die wenigen Sätze, das gegenseitige Beobachten, die Anspannung, plötzlich mit einem völlig unbekannten Menschen die Intimität der vier Wände zu teilen, das ist ein Eiertanz für Frau und Mann, den Susan Gordanshekan präzise zeichnet.“
Julia Teichmann schreibt beim Filmdienst: „Das humorvolle Drama über Vorurteile, Integration und unterschiedliche Rollenbilder erforscht mit viel Sinn für Zwischentöne, was innerhalb von Beziehungen schiefgehen kann, welchen Anteil die Gesellschaft daran trägt, aber auch jeder Einzelne. Die Figuren sind dabei äußerst vielschichtig und lebensnah gezeichnet; ebenso aufmerksam und detailgenau setzen sich die Schauspieler damit auseinander.“
Andreas Köhnemann von Kino-Zeit schreibt: „Klug und mit zahlreichen feinen Beobachtungen kombiniert Gordanshekan die Konflikte in der Entstehung einer Paarbeziehung mit den Themen Migration und Integration. […] Die defekte Katze ist, erfreulicherweise, kein Thesenfilm. Er liefert keine Pro- und Contra-Argumente für beziehungsweise gegen sein Sujet der arrangierten Ehe. Auch geht es Gordanshekan offenkundig nicht um Zuspitzungen: Es kommt hier weder im Strang um die Beziehung zwischen Kian und Mina noch in Minas Versuchen, sich im deutschen Alltag zu orientieren, zur Eskalation, zur übergroßen Dramatik. Vielmehr beobachtet Gordanshekan angenehm unaufgeregt und präzise ihre beiden Hauptfiguren und bleibt dabei zudem völlig unparteiisch. Das Skript zeichnet Kian und Mina als komplexe, nachvollziehbare Charaktere – und Hadi Khanjanpour (Bad Banks) und Pegah Ferydoni (Türkisch für Anfänger, Women Without Men) spielen diese Rollen mit sehr viel Empathie.“
Hannah Lehmann schreibt in der Welt: „Das Schöne an diesem Film ist, dass er unaufgeregt ist, stellenweise sanft lustig und gleichzeitig so aufrichtig traurig: Er erzählt uns einen alltäglichen Prozess, das Sichkennenlernen, das Sich-(nicht)-Verlieben aus einer Perspektive, jener der arrangierten Heirat, die wir so normalerweise nicht kennen. Er erzählt damit aber etwas Grundsätzliches, das sich fast genauso als Kommentar auf die westliche Vorstellung von Liebe heute verstehen lässt: Es geht halt nicht alles auf Knopfdruck, sondern braucht Zeit. Das Kennenlernen zwischen Mina und Kian findet nicht, wie man denken könnte, im Zeitraffer statt. Es ist voller zarter Peinlichkeiten und hilflosen Schweigens.“
Die Berliner Zeitung schrieb am 4. Oktober 2018 (Druckausgabe): „Angenehm unaufgeregt, aber einfühlsam, dabei präzise beobachtet, mit lakonischem Humor und poetischen Ausflügen erzählt Regisseurin und Drehbuchautorin Susan Gordanshekan von der langsamen Annäherung eines Ehepaars, von Culture Clash und (Über-)Integration.“
Harald Asel schreibt beim Info-radio rbb: „Ohne Partei zu ergreifen, spürt der Film die Momente von Nähe und Fremdheit auf, von den beiden Hauptdarstellern sehr intensiv und körperlich präsent gespielt.“
Christian Pogatetz schreibt bei Uncut Movies: „Da diese Katze einen Defekt hat und dementsprechend schwer zu kontrollieren ist, dient sie als wunderbar verschachteltes Sinnbild der komplizierten Beziehung der Beiden. […] Die clever durchdachte Metapher der fehlerhaften Katze ist die große Antriebskraft des Films. […] Die Allegorie würde aber kaum so schön zur Geltung kommen, wären da nicht die beiden hervorragenden Hauptdarsteller. Sowohl Hadi Khanjanpour als auch die aus Türkisch für Anfänger bekannte Pegah Ferydoni schaffen es, die Ängste und Sehnsüchte, die unsere Protagonisten beschäftigen, gekonnt auf den Punkt zu bringen. Ferydoni gebührt zudem zusätzliches Lob für den iranischen Akzent, den sie ihrem Charakter verliehen hat und der trotz ihrer im echten Leben perfekten Deutschkenntnisse kein bisschen gekünstelt wirkte.“

## Teilnahme an Filmfestivals
- Internationale Filmfestspiele Berlin 2018[12]
- Shanghai International Film Festival 2018[13]
- Festival des deutschen Films Ludwigshafen am Rhein 2018[14]
- Taipei Film Festival 2018[15]
- New Horizons Film Festival 2018[16]
- Stony Brook Film Festival 2018[17]
- Diaspora Film Festival Südkorea[18]
- Sehsüchte Film Festival[19]
- Rima Film Festival[20]
- St. John’s International Women’s Film Festival[21]
- Nantes Festival Univerciné Allemand 2018[22]
- Snowdance Independent Film Festival 2019[23]
- Festival Türkei Deutschland 2019

## Auszeichnungen
Am 4. November 2018 erhielt Susan Gordanshekan für Die defekte Katze den 8. Deutschen Regiepreis Metropolis für die beste Nachwuchsregie. Der Preis wird jährlich vom Bundesverband Regie vergeben.
Außerdem erhielt sie den Preis für die beste Regie beim Snowdance Independent Film Festival 2019.